# Битва за планету обезьян
«Битва за планету обезьян» (англ. Battle for the Planet of the Apes) — фантастический фильм 1973 года, пятый и последний фильм из первого цикла «Планета обезьян».

## Сюжет
Сиквел, рассказанный как ретроспективный кадр начала XXI века и повествующий орангутангом-законодателем в «Северной Америке — 2670 г. н.э.», повествует о вожде обезьян Цезаре спустя годы после того, как глобальная ядерная война разрушила цивилизацию. Живя со своей женой Лизой и сыном Корнелием, Цезарь создаёт новое общество, пытаясь установить мир между обезьянами и оставшимися людьми. Цезарю противостоит горилла по имени Альдо, которая хочет заключить в тюрьму людей, которые свободно бродят по Городу обезьян, выполняя чёрную работу.
После обезвреживания последователей Альдо, которые напали на учителя-человека за то, что тот сказал обезьянам «Нет», Цезарь задумывается, могли ли его собственные родители научить его, как сделать жизнь лучше. Макдональд, человеческий помощник Цезаря и младший брат Макдональда (из «Завоевание планеты обезьян»), сообщает Цезарю, что его брат рассказал ему об архивных кадрах Корнелиуса и Зиры в подземелье, теперь радиоактивных руинах того, что известно как Запрещённый Город из последнего фильма. Цезарь отправляется с Макдональдом и его советником-орангутаном Вирджилом в Запретный город, чтобы найти архивы.
Выясняется, что мутировавшие люди с радиационными шрамами живут в городе под командованием губернатора Колпа, человека, который однажды захватил Цезаря. Цезарь и его группа просматривают записи его родителей, узнавая о будущем и возможном разрушении Земли, прежде чем они будут вынуждены бежать, когда солдаты Колпа пытаются их убить. Боясь, что люди-мутанты могут атаковать Город обезьян, Цезарь сообщает о своих открытиях. Когда Цезарь вызывает Макдональда и избранную группу людей на встречу, Альдо уводит горилл прочь.
Разведчики Колпа находят Город обезьян. Полагая, что Цезарь планирует прикончить всех людей-мутантов, Колп объявляет войну Обезьяньему городу, несмотря на попытку его помощника Мендеса заставить его понять причину. Альдо замышляет государственный переворот, чтобы гориллы захватили власть. Корнелиус слышит что-то из соседнего дерева, но получает тяжёлое ранение, когда Альдо замечает его и отрубает ветку дерева своим мечом. На следующий день, после того, как пара разведчиков-горилл подверглась нападению со стороны людей Колпа, Альдо воспользовался отсутствием скорбящего Цезаря, чтобы загнать всех людей в загон во время грабежа арсенала. Корнелиус в конце концов умирает от ран, оставив опустошённого Цезаря с откровением, что Корнелиус не пострадал от людей.
Когда разношёрстные отряды Колпа начинают атаку, Цезарь приказывает защитникам отступить. Обнаружив Цезаря среди десятков упавших обезьян, Колп выражает намерение лично убить его. Однако обезьяны просто симулируют смерть и начинают контратаку, захватив большую часть людей-мутантов. Колп и его оставшиеся силы пытаются убежать, но солдаты Альдо убивают их, когда они выходят на открытое пространство.
Альдо противостоит Цезарю по поводу освобождения загнанных в загон местных людей и приказывает гориллам убить их. Когда Цезарь защищает людей и Альдо угрожает ему, Вирджил (узнав правду от Макдональда) раскрывает роль Альдо в смерти Корнелиуса и что он нарушил самый свящённый закон их сообщества — «Обезьяна никогда не убьёт обезьяну». Разъярённый Цезарь преследует Альдо на большом дереве, их противостояние приводит к тому, что Альдо погибает.
Один из уцелевших солдатов Колпа добирается до Запретного города. Огорчённая гибелью правителя Альма хочет исполнить его последнюю просьбу: запустить на город обезьян «альфа-омега» бомбу. Мендес останавливает её, аргументируя, что бомба уничтожит всё живое и никогда не должна быть взорвана. И что она станет гарантом того, что «...мы ещё что-то значим... одна из её предшественниц сделала нас такими, какие мы есть... пусть ей поклоняются... даже благословляют...». Таким образом, линия времени замыкается, в Запретном городе людей-мутантов закладывается культ кобальтовой бомбы и династия Мендесов(и судя по всему если культ не будет уничтожен, то Земля как была уничтожена, так и будет уничтожена в будущем. Теорию провала Цезаря подтвердил Пол Ден).
Цезарь понимает, что обезьяны ничем не отличаются от своих бывших рабовладельцев, он соглашается на просьбу Макдональда о том, чтобы люди рассматривались как равные, сосуществующие в новом обществе. Свои ружья они хранят в оружейной; Цезарь и Вергилий неохотно объясняют надзирателю оружейной, орангутангу по имени Мандемас, что оружие всё ещё может им пригодиться для будущих конфликтов, и они могут только ждать того дня, когда оно им больше не понадобится.
Сцена возвращается к Законодателю, говоря, что прошло уже более 600 лет со дня смерти Цезаря. Его аудитория оказывается группой молодых людей и обезьян. (Вне сюжета остаётся Запретный город (Запретная зона) и, возможно, существующая колония людей-мутантов,  поклоняющихся «альфа-омега» бомбе). Законодатель отмечает, что их общество все ещё ждёт дня, когда их миру больше не понадобится оружие, а они «ждут с надеждой». Крупный план статуи Цезаря показывает единственную слезу, падающую из одного глаза.

## В ролях
- Родди МакДауэлл — Цезарь
- Клод Эйкинс — Генерал Альдо
- Северн Дарден — Правитель Колп
- Натали Транди — Лиза
- Лью Эйрс — Мандемус
- Пол Уилльямс — Вирджил
- Остин Стокер — МакДональд
- Ноа Кин — Мастер Эйб
- Франс Нгуен — Альма
- Пол Стивенс — Мендес
- Хизер Лоу — Таня
- Бобби Портер — Корнелиус
- Майкл Стирнс — Джейк

## Критика
Rotten Tomatoes дал фильму 38 % положительных отзывов из 100.